# 贝蒂尔·伦马克
贝蒂尔·伦马克（瑞典語：Bertil Rönnmark，1905年12月24日—1967年4月1日），瑞典男子射击运动员。他曾代表瑞典参加1932年和1936年夏季奥林匹克运动会射击比赛，其中1932年奥运会获得一枚金牌。